# آلبرت فیش
همیلتون هاوارد «آلبرت» فیش (به انگلیسی: Hamilton Howard "Albert" Fish؛ ۱۹ مهٔ ۱۸۷۰ – ۱۶ ژانویهٔ ۱۹۳۶) قاتل زنجیره‌ای، متجاوز جنسی، کودک‌آزار و آدم‌خوار اهل ایالات متحده آمریکا بود.
یک روان‌پزشک که در سال ۱۹۳۴ با پیرمرد ۶۶ ساله آدمخوار مصاحبه کرد، در پرونده وی می‌نویسد کاری نبود که آلبرت فیش نکرده باشد. فیش یک نقاش ساختمان و پدر ۶ فرزند علاوه بر قتل و اذیت و آزار کودکان، آدمخوار نیز بود. اینگونه ادعا می‌شود که فیش به بیش از ۱۰۰ کودک حمله کرده‌است.
مسائلی را که وی در جریان اعترافاتش در دادگاه افشا کرده به حدی تکان دهنده بود که دادستان‌ها از بلند خواندن دادخواست در دادگاه ابا داشتند. آلبرت فیش در واشینگتن دی.سی. آمریکا به دنیا آمد و پدرش، یک ناخدا در زمان تولد وی ۷۵ سال سن داشت. تعدادی از اعضای خانواده فیش دچار اختلالات روانی بودند. یک برادر وی به‌شدت روانی و برادر دیگرش دچار الکلیسم بود.
پدر فیش هنگامی که وی ۵ ساله بود درگذشت و وی را به یتیم خانه فرستادند و وی بارها از یتیم خانه گریخت. فیش در ۴۹ سالگی با حادثه‌ای روبرو شد که زندگی وی را تغییر داد. زنش با ترک وی به سراغ مردی دیگر رفت. پس از آن بود که شخصیت وی بتدریج دگرگون و رفتارش به‌شدت عجیب و خصمانه شد. قربانی‌های وی کودکانی بودند که جذب رفتار مهربان و پدرانه وی می‌شدند، هیولایی که شکنجه‌های غیرقابل تصوری را بر روی قربانیان خردسال خود به کار گرفت. وی به جمع‌آوری اخبار مربوط به آدمخوارانی چون فریتز هارمن معروف به «خون‌آشام هانوور» علاقه داشت. فیش در سال ۱۹۲۸ علاقه‌اش به خوردن گوشت انسان را نمایان کرد و در آن سال دختری ۱۲ ساله به نام گرِیس باد را قربانی این عادت عجیبش کرد.
گرِیس فرزند پدر و مادری بود که فیش را می‌شناختند و به وی اعتماد داشتند. والدین گرِیس هنگامی که با پیشنهاد فیش برای بردن دخترشان به یک جشن تولد روبرو شدند، مقاومتی نکرده و به وی اجازه چنین کاری را دادند. فیش به جای اینکه گرِیس را به جشن ببرد، به کلبه خود در وستچستر کانتی نیویورک برده و دختر ۱۲ ساله را خفه کرده، سرش را بریده و بدنش را مثله کرد. سپس قطعات بدن وی را در داخل قابلمه انداخته و با پیاز و هویج پخت. فیش پس از این جنایت ناپدید شد، چندین سال بعد خانواده گرِیس نامه‌ای را از فیش دریافت کردند که در آن وی آنچه را که بر سر دختر آنها آورده بود، جزء به جزء تشریح کرد. مأموران پلیس با استفاده از آدرس روی پاکت نامه توانستند فیش را در خانه‌ای اجاره‌ای در منهتن به دام بیندازند.
فیش دستگیر و سریعاً محاکمه شد. هیئت منصفه سابقه روانی وی را نادیده انگاشته و وی را به اعدام با صندلی الکتریکی محکوم کرد. عکسبرداری با اشعه ایکس، از وجود ۲۹ سوزن در کشاله ران وی خبر داد که وی طبق عادت به بدن خود فرو می‌کرد. فروکردن سوزن به بدن قربانیان از جمله علاقه‌مندی‌های فیش بود. فیش در ۱۶ ژانویه سال ۱۹۳۶ اعدام شد. وی پیش از اعدام حتی به مأمور اجرای اعدام خود کمک کرد تا کمربندهای صندلی الکتریکی را به پاهایش ببندد. آخرین جمله‌ای که وی به زبان راند، این بود: «من سال‌ها پیش در خشکسالی‌ای که در چین روی داد، به خوردن گوشت انسان علاقه‌مند شدم. خیلی خوشمزه است. گوشت دختران لذیذتر از پسران کوچولو است.»